# Australian Championships 1940
Gli Australian Championships 1940 (conosciuto oggi come Australian Open) sono stati la 33ª edizione degli Australian Championships e prima prova stagionale dello Slam per il 1940. Si è disputato dal 19 al 29 gennaio 1940 sui campi in erba del White City Stadium di Sydney in Australia.
Il singolare maschile è stato vinto dall'australiano Adrian Quist, che si è imposto sul connazionale Jack Crawford in tre set. Il singolare femminile è stato vinto dall'australiana Nancye Wynne Bolton, che ha battuto la connazionale Thelma Coyne Long in tre set. Nel doppio maschile si è imposta la coppia formata da John Bromwich e Adrian Quist, mentre nel doppio femminile hanno trionfato Thelma Coyne Long e Nancye Wynne Bolton. Il doppio misto è stato vinto da Nancye Wynne Bolton e Colin Long.

## Risultati

### Singolare maschile
Adrian Quist ha battuto in finale  Jack Crawford con il punteggio di 6–3, 6–1, 6–2

### Singolare femminile
Nancye Wynne Bolton ha battuto in finale  Thelma Coyne Long con il punteggio di 5–7, 6–4, 6–0

### Doppio maschile
John Bromwich /  Adrian Quist hanno battuto in finale  Jack Crawford /  Vivian McGrath con il punteggio di 6–3, 7–5, 6–1

### Doppio femminile
Thelma Coyne Long /  Nancye Wynne Bolton hanno battuto in finale  Joan Hartigan Bathurst /  Emily Niemeyer con il punteggio di 7–5, 6–2

### Doppio misto
Nancye Wynne Bolton /  Colin Long hanno battuto in finale  Nell Hall Hopman /  Harry Hopman con il punteggio di 7–5, 2–6, 6–4